# کنوسا
کُنُوسا (Conosa) نام یک زیرشاخه (Subphylum) از  آمیبوزوا است که دو فروشاخه (Infraphylum) دارد:
- میستوزوآ (Mycetozoa)
- آرکامیبا (Archamoebae) آمیب‌هایی بدون میتوکندری